# Wintel
Wintel — публицистический термин, игра слов «Windows» и «Intel», обозначающая персональный компьютер, использующий центральный процессор с x86-совместимой микроархитектурой и операционную систему семейства Microsoft Windows. Термин «Wintel» используется в основном для описания монополистических действий, предпринимаемых (англ.) компаниями Microsoft и Intel для достижения доминирования на рынке.

## Конец доминирования
Утверждения о том, что эра Wintel близится к завершению или даже закончилась, неоднократно предоставлялись и представляются многими авторитетными изданиями и ресурсами.
В конце 1998 года на CNET была опубликована статья «Wintel: End of the road?», в которой утверждалось о скором закате Wintel.
В конце 2006 года об этом заявил The Inquirer, в статье приводились утверждения, что укрепление позиций AMD на рынке центральных процессоров, дальнейшее усиление позиций Linux, но важнее всего переход Apple на процессоры Intel (вследствие чего Mac OS X сможет работать на IBM PC и станет конкурентом Windows) приведут к неминуемому и скорому окончанию эры Wintel.
В конце июля 2010 года статью о конце Wintel опубликовал The Economist. Согласно статье, Microsoft и Intel «пошли своими дорогами», а новые электронные изделия и концепции работы в сети, такие как смартфоны, планшеты, неттопы и нетбуки, их взаимодействие через Интернет друг с другом и с облачными службами коренным образом уменьшают роль персональных компьютеров и, как следствие, Wintel.
В начале июня 2011 года Джонни Ши (англ. Jonney Shih), глава компании ASUSTeK Computer, заявил о том, что эра Wintel уже закончилась, и теперь ни один производитель процессоров или операционных систем не сможет доминировать на рынке ПК, планшетов или сотовых телефонов, как это было ранее.
21 октября 2011 года PC Pro опубликовал большую статью, в которой детально аргументировал конец эры Wintel.

## Современное использование термина
В настоящее время распространен термин «Wintel — планшет», под которым подразумевается планшетный компьютер, построенный на базе процессора x86 с предустановленной операционной системой Windows.
После начала портирования Windows на ARM-архитектуру, что долгие годы казалось немыслимым, возник термин Winarm.

## Другие значения
WinTel также является наименованием программного продукта, который является виртуальной машиной, позволяющей установить и запустить ОС Windows на Mac OS X.